# Beinwil (Freiamt)
Beinwil (Freiamt) (in einheimischer Mundart: Böiel, [ˈb̥œi̯əl]) ist eine Einwohnergemeinde im Schweizer Kanton Aargau. Sie gehört zum Bezirk Muri und liegt im oberen Bünztal in der Region Freiamt. Bis Ende 1950 hiess die Gemeinde Beinwil bei Muri.

## Geographie
Die Gemeinde besteht aus fünf kleinen Dörfern, die am Ostabhang des Lindenbergs verstreut sind. Der Hang steigt gleichmässig an und geht im Westen in eine über 800 Metern gelegene Hochebene über. Er wird durch mehrere, teilweise tief eingeschnittene Tobel unterteilt, deren Bäche in Richtung Osten fliessen und in die Reuss münden. Von Norden nach Süden sind dies der Wissenbach, der Sembach und der Mariahaldenbach. Nur der Rüeribach, einer der Quellbäche der Bünz, fliesst nach Norden.
Die Hauptsiedlung Beinwil (580 m ü. M.) befindet sich ungefähr in der Mitte des Gemeindegebiets am Wissenbach. Rund eineinhalb Kilometer östlich liegt Wallenschwil (463 m ü. M.), ein Kilometer südlich Wiggwil (592 m ü. M.) am Sembach. Ein Kilometer nördlich von Beinwil befindet sich Winterschwil (575 m ü. M.) unweit des Rüeribachs, ein Kilometer westlich Brunnwil (719 m ü. M.). Über das ganze Gemeindegebiet verstreut gibt es rund ein Dutzend Einzelhöfe, vier davon auf der Hochebene des Lindenbergs. Beim Hof Horben auf 818 m ü. M. befindet sich das kleine Schloss Horben.
Die Fläche des Gemeindegebiets beträgt 1131 Hektaren, davon sind 206 Hektaren bewaldet und 86 Hektaren überbaut. Der höchste Punkt befindet sich auf 854 m ü. M. im Groderwald auf dem Kamm des Lindenbergs, der tiefste auf 456 m ü. M. bei Wallenschwil. Nachbargemeinden sind Geltwil im Norden, Merenschwand im Nordosten, Mühlau im Osten, Auw im Süden sowie die Luzerner Gemeinden Hohenrain und Hitzkirch im Westen.

## Geschichte

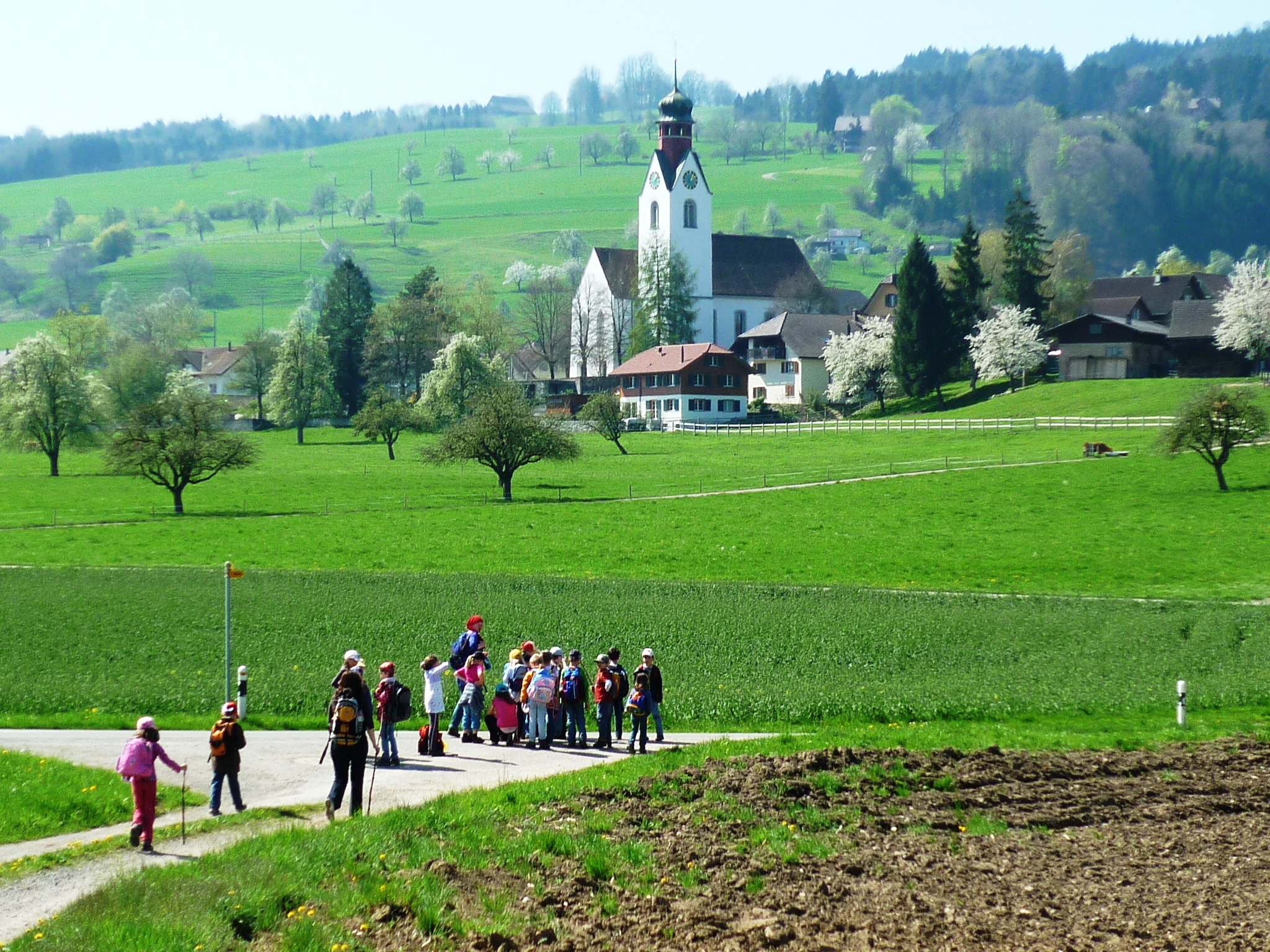
Beinwil von Norden

Luftbild (1952)

Mauerreste und Funde von kleinen Gebrauchsgegenständen westlich von Wallenschwil zeugen von einer Besiedlung während der Zeit des Römischen Reiches, wenn auch der genaue Zeitraum nicht bekannt ist. Gegen Ende des 7. Jahrhunderts siedelten sich die Alamannen an. Die erste urkundliche Erwähnung des Dorfs erfolgte im Jahr 1153 als Herkunftsbezeichnung (Harthmanno de Beinwilare). Der Ortsname stammt von einer althochdeutschen Zusammensetzung *Bāginwīlāri oder *Beininwīlāri und bedeutet «Hofsiedlung des Bāgo bzw. des Beino».
Bereits kurz nach seiner Gründung im Jahr 1027 besass das Kloster Muri Grundbesitz in den Dörfern am Lindenberg. 1239 trat ein Hartmann Viselere bedeutende Grundstücke und die dazugehörenden Rechte an das Kloster in Kappel am Albis ab. Diese gelangten 1415 an die Stadt Zürich, 1586 an die Familie Holdermeyer in Luzern und 1614 schliesslich an das Kloster Muri. Die restlichen Grundstücke, Streubesitz verschiedener Adliger, konnte das Kloster nach und nach aufkaufen. Die Landeshoheit lag bei den Habsburgern, die auch die hohe Gerichtsbarkeit ausübten. Die Dörfer Beinwil, Brunnwil, Wallenschwil und Wiggwil lagen im Amt Meienberg, Winterschwil war Teil des Amtes Muri.
Es ist historisch nachweisbar, dass im benachbarten Wiggwil bis mindestens 1412 eine Familie Gessler lebte. Die Gessler waren Untervögte des Dorfes und Ministerialen der Habsburger. Ein Hermann Gessler soll gemäss der Legende Landvogt von Uri und Schwyz gewesen und im Jahr 1307 von Wilhelm Tell erschossen worden sein. Tatsächlich gab es einen Landvogt Gessler, allerdings erst 1375 in Grüningen im Kanton Zürich. Spätestens nach dem Erscheinen des Weissen Buches von Sarnen im Jahr 1470 war Gessler ein Inbegriff für Tyrannei, und der Familienname wurde deshalb geändert. Noch heute gibt es Personen mit dem Nachnamen Gisler.
Im Jahr 1415 eroberte Luzern das habsburgische Amt Meienberg, musste es aber 1425 an den gemeinsamen Besitz der Eidgenossen zurückgeben. Aus den eroberten Gebieten wurden die Freien Ämter (später: Freiamt) gebildet, eine Gemeine Herrschaft. Im März 1798 nahmen die Franzosen die Schweiz ein und riefen die Helvetische Republik aus. Beinwil, Brunnwil und Wiggwil wurden zu einer Gemeinde zusammengefasst und gehörten zum Distrikt Muri im kurzlebigen Kanton Baden. Winterschwil bildete mit Geltwil eine eigene Munizipalität und wurde nach der Gründung des Kantons Aargau im Jahr 1803 mit Beinwil vereinigt. Wallenschwil bildete in der Helvetik mit Rüstenschwil eine Agentschaft und diese mit Auw eine Munizipalität. Bei der Vereinigung der Dörfer zur Gemeinde Beinwil entstanden eigene Ortsbürgergemeinden für Beinwil, Brunnwil, Wallenschwil, Wiggwil und Winterschwil.
Bis weit ins 20. Jahrhundert hinein lebte die Mehrheit der Bevölkerung der Gemeinde Beinwil von der Landwirtschaft. Das erste Schulhaus wurde 1812 erbaut, die Elektrizität hielt 1909 Einzug (in Brunnwil erst 1915). Die Einwohnerzahl, die in der zweiten Hälfte des 19. Jahrhunderts noch um fast zwanzig Prozent abgenommen hatte, blieb bis etwa 1980 relativ konstant. Seither ist wieder eine leichte Zunahme zu verzeichnen.

## Sehenswürdigkeiten

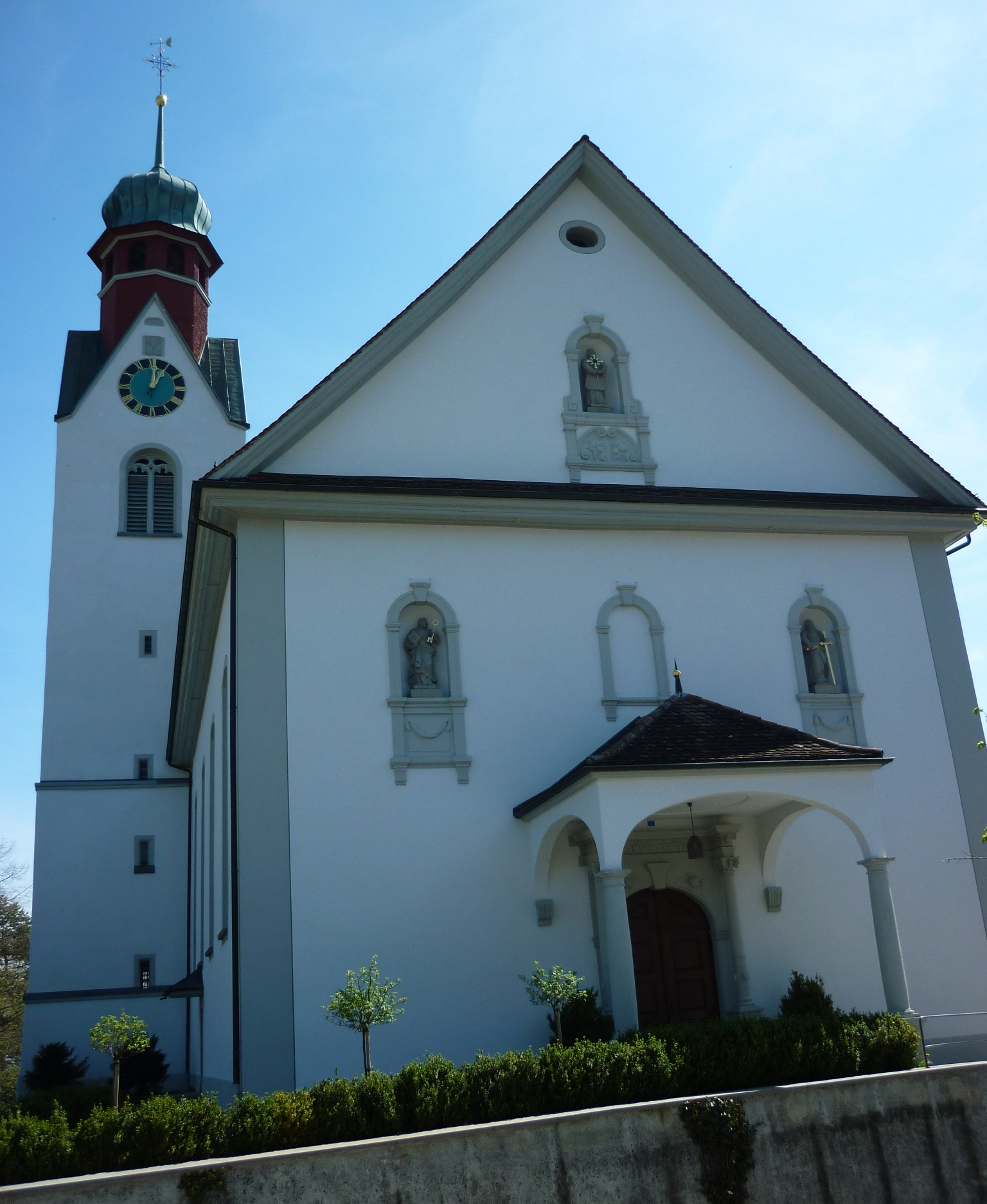
Pfarrkirche St. Burkard

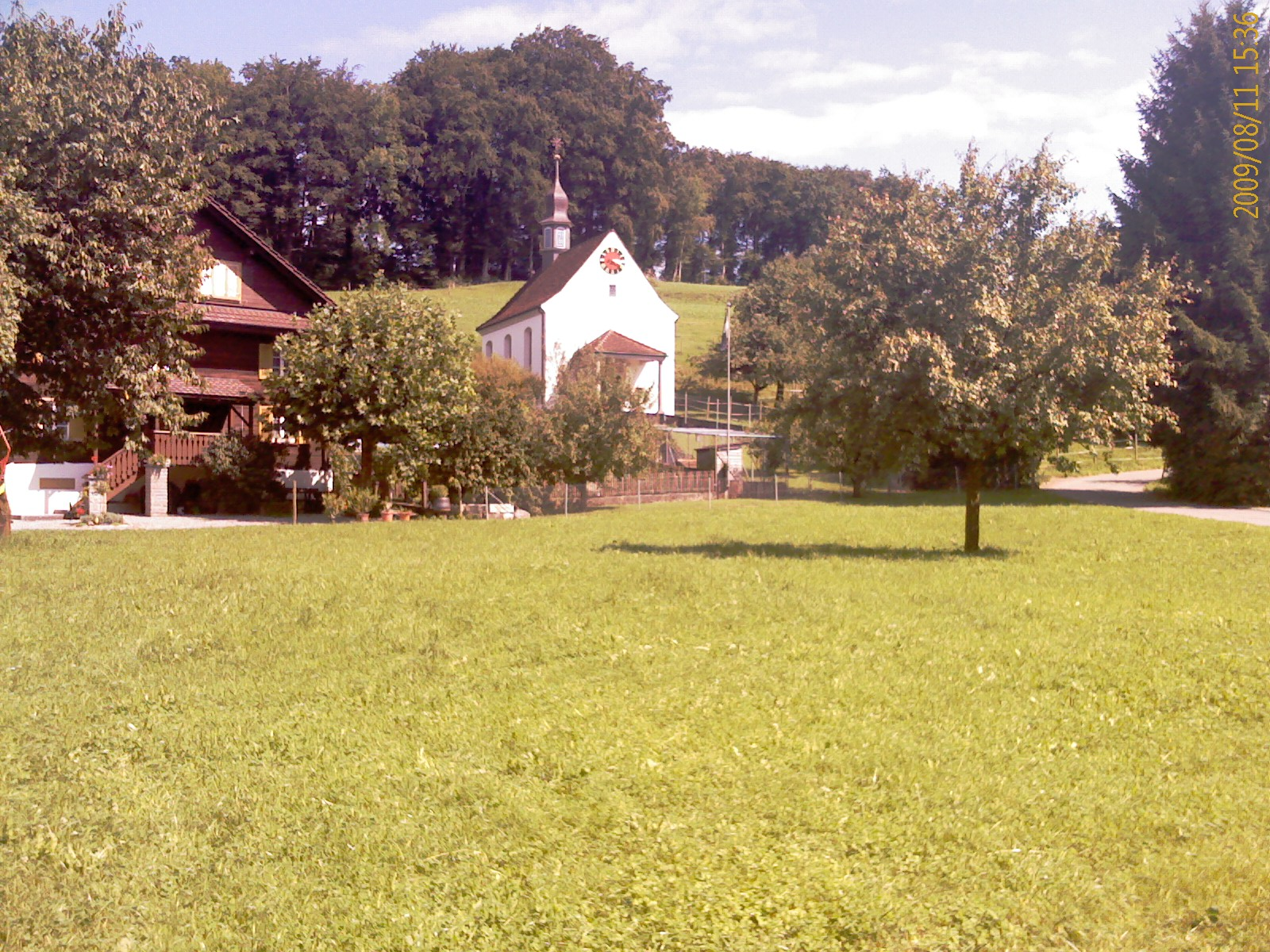
Kapelle St. Laurentius Wallenschwil

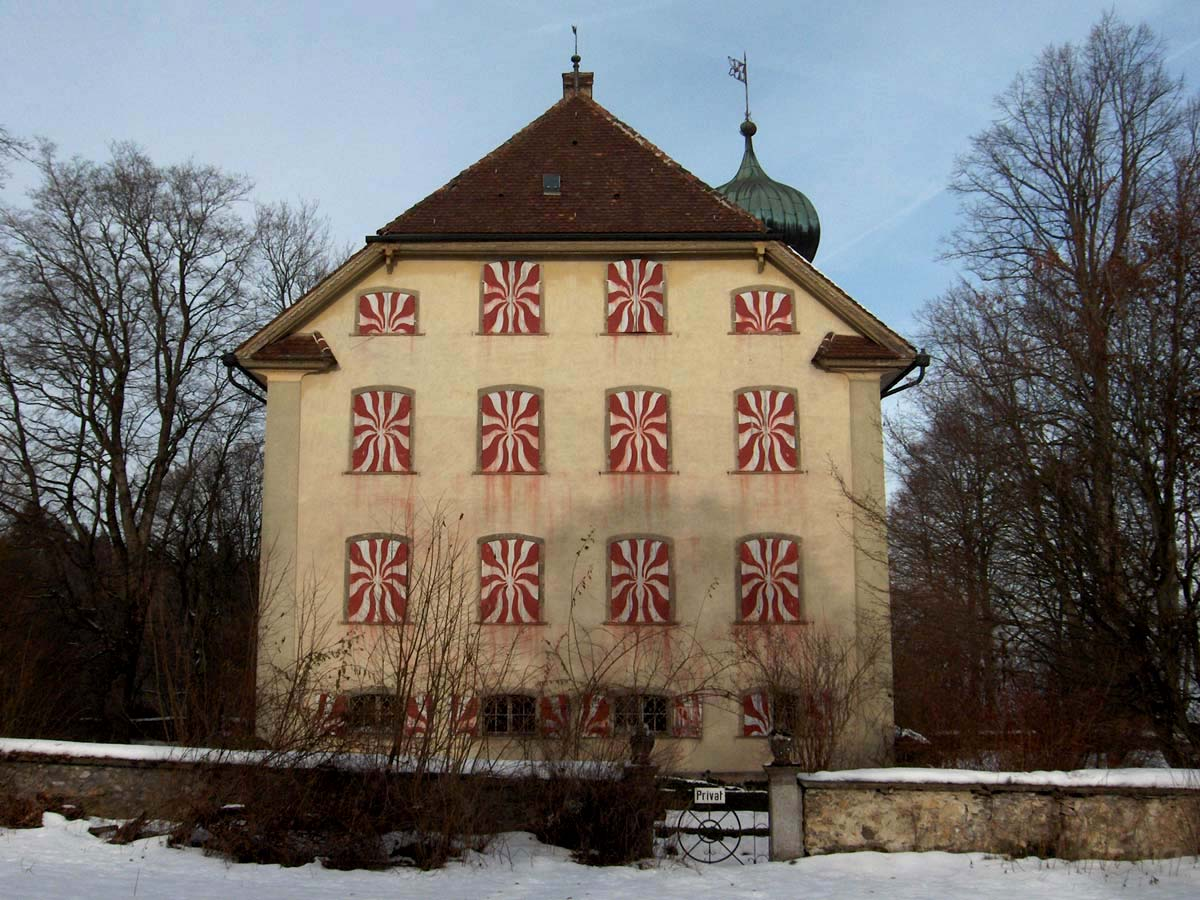
Schloss Horben

Die Pfarrkirche St. Burkard ist ein bekannter Wallfahrtsort, da hier die Gebeine des 1192 verstorbenen und 1817 heiliggesprochenen Burkard von Beinwil aufgebahrt sind. Das Kirchengebäude wurde 1239 erstmals urkundlich erwähnt. Nachdem das Kloster Muri 1614 das Patronatsrecht übernommen hatte, gab Abt Johann Jodok Singisen 1618 einen Neubau in Auftrag. Wegen schlechter Ausführung musste der Kirchturm 1645 abgebrochen und neu errichtet werden. 1797 wurde das Kirchenschiff vollständig neu errichtet und verlängert.
Der Weiler Winterschwil erhielt 1987 für sein intaktes Ortsbild den Aargauischen Heimatschutzpreis. In Wallenschwil steht die 1745 erbaute Kapelle St. Laurentius. Sehenswert ist auch die Eichmühle am Rande von Wiggwil, die seit mindestens 1584 besteht und heute noch in Betrieb ist. Das Schloss Horben hoch oben auf dem Lindenberg wurde 1700/1701 als Erholungsheim für die Mönche des Klosters Muri errichtet; die Schlosskapelle St. Wendelin mit ihren barocken Wandmalereien ist im Gegensatz zum Schloss öffentlich zugänglich.

## Wappen
Die Blasonierung des Gemeindewappens lautet: «In Gelb ausgerissene grüne Linde mit fünf Blättern.» Bereits das Gemeindesiegel enthielt eine Linde, in Anspielung auf den Lindenberg. Die heutige stilisierte Form wurde 1951 eingeführt. Das Wappen von Auw besitzt das gleiche Motiv, allerdings auf weissem Grund.

## Bevölkerung
Die Einwohnerzahlen entwickelten sich wie folgt:
| Jahr      | 1850 | 1900 | 1930 | 1950 | 1960 | 1970 | 1980 | 1990 | 2000 | 2010 | 2020 |
| Einwohner | 871  | 701  | 744  | 759  | 803  | 752  | 695  | 817  | 942  | 1036 | 1183 |

Am 31. Dezember 2023 lebten 1279 Menschen in Beinwil, der Ausländeranteil betrug 13,1 %. Bei der Volkszählung 2015 bezeichneten sich 66,2 % als römisch-katholisch und 10,8 % als reformiert; 23,0 % waren konfessionslos oder gehörten anderen Glaubensrichtungen an. 98,4 % gaben bei der Volkszählung 2000 Deutsch als ihre Hauptsprache an.

## Politik und Recht
Die Versammlung der Stimmberechtigten, die Gemeindeversammlung, übt die Legislativgewalt aus. Ausführende Behörde ist der fünfköpfige Gemeinderat. Er wird im Majorzverfahren vom Volk gewählt, seine Amtsdauer beträgt vier Jahre. Der Gemeinderat führt und repräsentiert die Gemeinde. Dazu vollzieht er die Beschlüsse der Gemeindeversammlung und die Aufgaben, die ihm vom Kanton zugeteilt wurden. Für Rechtsstreitigkeiten ist in erster Instanz das Bezirksgericht Muri zuständig. Beinwil gehört zum Friedensrichterkreis XIII (Muri).

## Wirtschaft
In Beinwil gibt es gemäss der im Jahr 2015 erhobenen Statistik der Unternehmensstruktur (STATENT) rund 450 Arbeitsplätze, davon 27 % in der Landwirtschaft, 25 % in der Industrie und 48 % im Dienstleistungssektor. Die meisten Erwerbstätigen sind Wegpendler und arbeiten in Muri oder in den Agglomerationen der Städte Luzern und Zug.
Das Hochplateau Horben mit dem gleichnamigen Schloss ist vor allem an Wochenenden ein beliebtes Ausflugsziel. Im Sommer ist ein weitläufiges Wanderwegnetz vorhanden. Im Winter, wenn genug Schnee liegt, wird ein kurzer Skilift in Betrieb genommen, und es werden drei Langlaufloipen gespurt. Die Lindenbergloipe ist 12 Kilometer lang, die Horbenloipe 4,4 Kilometer. Eine weitere 4,2 Kilometer lange Loipe wird nachts beleuchtet.

## Verkehr
Die einzelnen Dörfer liegen abseits des Durchgangsverkehrs; einzige Ausnahme ist die Ortschaft Wallenschwil unmittelbar an der vielbefahrenen Hauptstrasse 25 (Lenzburg–Zug). Der Hauptort und die übrigen Dörfer sind durch ein gut ausgebautes Netz von Nebenstrassen mit Muri und Auw verbunden. Von Muri aus verkehrt eine Postautolinie über Wallenschwil und Beinwil hinauf nach Brunnwil, während Winterschwil und Wiggwil nicht an den öffentlichen Verkehr angebunden sind. An Wochenenden verkehrt ein Nachtbus von Zug über Sins und Muri nach Mühlau, der jedoch nur Wallenschwil bedient.

## Bildung
Die Gemeinde verfügt über einen Kindergarten und eine Primarschule im Hauptort Beinwil. Sämtliche Oberstufen der obligatorischen Volksschule (Realschule, Sekundarschule, Bezirksschule) können in Muri besucht werden. Das nächstgelegene Gymnasium ist die Kantonsschule Wohlen.

## Persönlichkeiten
- Vincenz Küng (1764–1843), Regierungsrat und Richter
- Al’Leu (1953–2018), Künstler und Verleger
- Emil Nietlispach (1887–1962), Nationalrat und Bundesrichter
- Jakob Nietlispach (1848–1918), Nationalrat und Bankgründer